# 非洲奴隸買賣

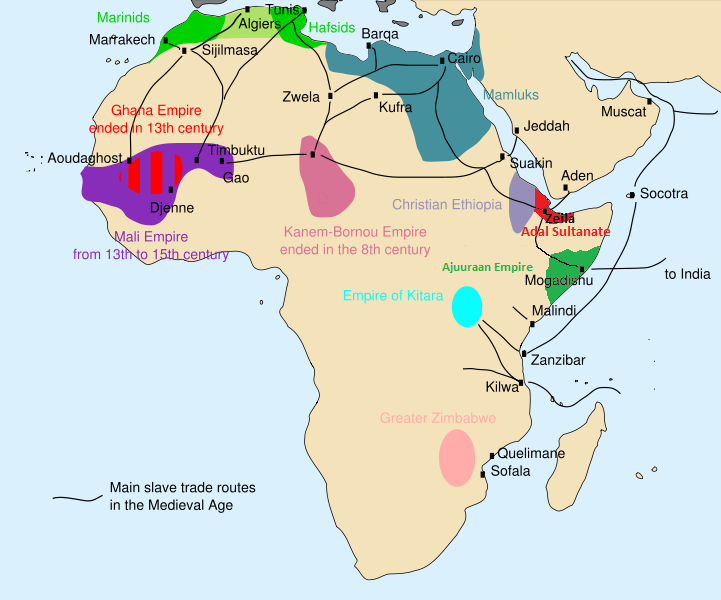
中世紀的非洲奴隶的來源

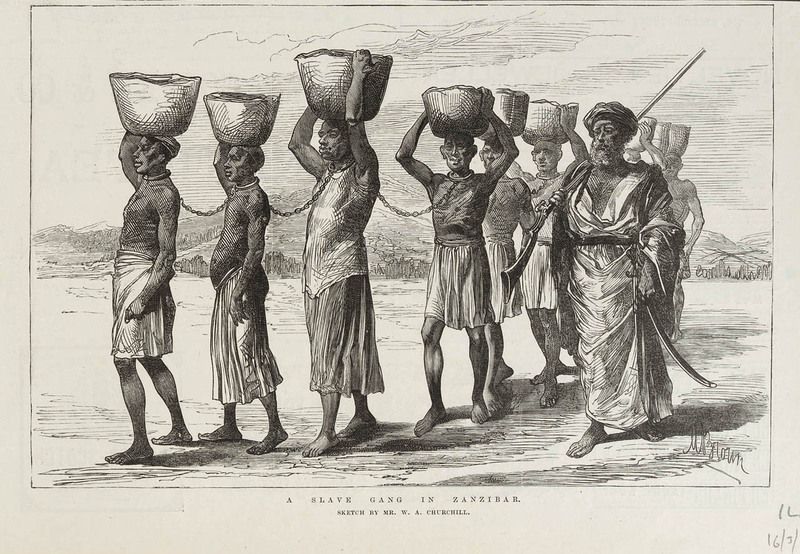
在桑給巴爾的津芝奴隶

非洲以往就已有奴隶制度，在現今的非洲不少國家仍有奴隸制度。
在古代史中有許多奴隶制度及奴隶，而以往在非洲的一些國家中，曾遍存在奴隶制度及奴隶。在許多存在奴隶制度的非洲社會中，奴隶不是視為主人的財產，而是在一個類似其他國家契约劳工的系統中，有一定的權利。當伊斯蘭世界奴隸貿易及跨大西洋的奴隸贸易開始後，地區性的奴隶系統開始提供奴隶給非洲以外的地區。
在非洲的歷史上，奴隶有許多不同的形式，在非洲不同地區曾出現過抵債為奴、戰爭俘虜、軍事奴隸以及罪犯奴隸等。家庭工作的奴隶在非洲很多地方都有。莊園奴隶主要是在非洲東岸及部份西非地區。自從19世紀禁止跨大西洋的奴隸贸易起，家庭工作奴隶及莊園奴隶的重要性開始提高。許多以往賴奴隶買賣的非洲國家將其經濟定位在以奴隶勞動為基礎的合法商業。
西非的達荷美王國（今貝寧）也以奴隸買賣聞名。

### 动产奴隶制度
动产奴隶制度是一种特定的奴役关系，其中奴隶被视为奴隶主的财产。因此，奴隶主可以像对待其他财产一样自由地买卖、交易或处置奴隶，奴隶的子女通常也会被视为主人的财产而被保留。在尼罗河流域、萨赫勒大部分地区以及北非，存在动产奴隶制度悠久历史的证据。在阿拉伯或欧洲商人的书面记载出现之前，关于动产奴隶制度在非洲大陆其他地区的广泛程度和具体实践的证据并不完整。

### 家内劳役
非洲的许多奴隶关系以家内奴役为中心，奴隶主要在奴隶主的住宅内工作，但仍保有一定的自由。家内奴隶通常被视为主人家庭的一部分，除非有特殊原因，否则不会被卖给他人。奴隶可以拥有自己劳动所得的收益（无论是土地还是产品），在许多情况下还可以结婚，并将土地传给子女。

### 典当奴役
典当奴役，或称债务奴役，指的是将人作为担保品以确保债务偿还的一种奴役形式。奴役劳动力通常由债务人本人或其亲属通常是子女）承担。典当奴役在西非是一种常见的担保形式。典当奴役及将本人或其家庭成员作为抵押，向提供信贷的人进行担保。在大多数 概念化框架中，典当奴役与奴隶制相关但有所区别，因为这种安排通常包含有限且具体的服务期限，并且亲属关系能保护被抵押者免于被出售为奴隶。典当奴役在欧洲人接触非洲之前，是整个西非地区的普遍做法，包括阿坎人, 埃维人, 加族,约鲁巴人和埃多人 (以变体形式也存在于埃菲克族,伊博人,伊乔人和丰人)

### 军事奴役

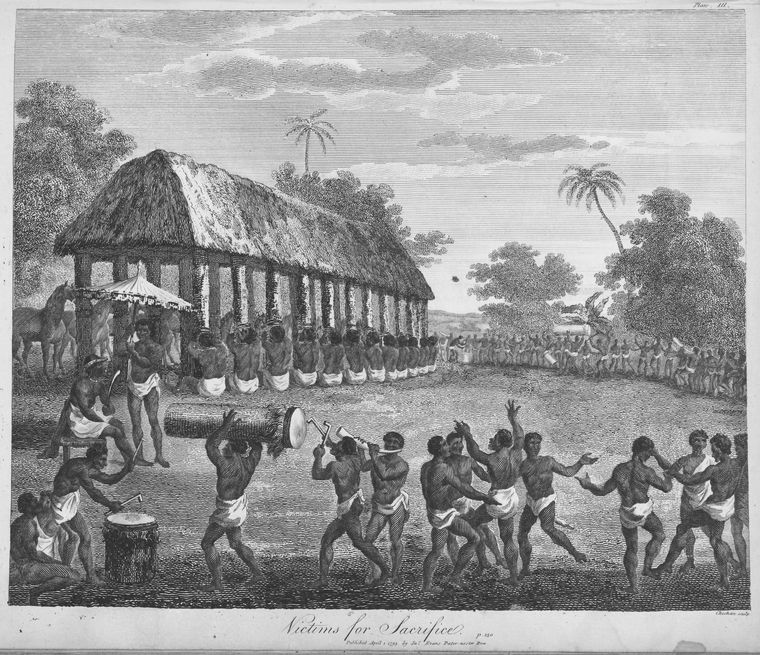
达荷美年度祭典中作为祭品的奴隶——摘自《达荷美的历史：非洲内陆王国》（1793年）

军事奴役指的是对被征召的军事单位进行收编和训练，这些士兵即便在服役结束后，仍保有“军事奴隶”的身份。奴隶士兵团体通常由一位庇护者，领导，此人可能是政府首脑或独立军阀，他会为了金钱利益或个人政治目的派遣自己的部队作战。
这种制度在尼罗河流域（主要是苏丹和乌干达)，最为显著，当地的伊斯兰当局与西非的战争首领组织了奴隶军事单位。苏丹的军事单位是在19世纪通过大规模军事掠夺形成的，涉及现在的苏丹和南苏丹地区。

### 祭祀用奴隶
人祭在西非诸国直到19世纪及其期间都十分普遍。尽管在欧洲人接触之前，考古证据尚不明确，但在人类祭祀盛行的社会中，奴隶成为最主要的牺牲对象。
达荷美年度祭典是奴隶人祭最臭名昭著的例子，祭典中会献祭约500名俘虏。人祭活动遍及西非沿海及更内陆地区。祭祀在现今尼日利亚南部的贝宁王国，以及该地区的几个小型独立国家中十分常见。在阿散蒂地区，人类祭祀常常与死刑相结合。

### 地方奴隶贸易

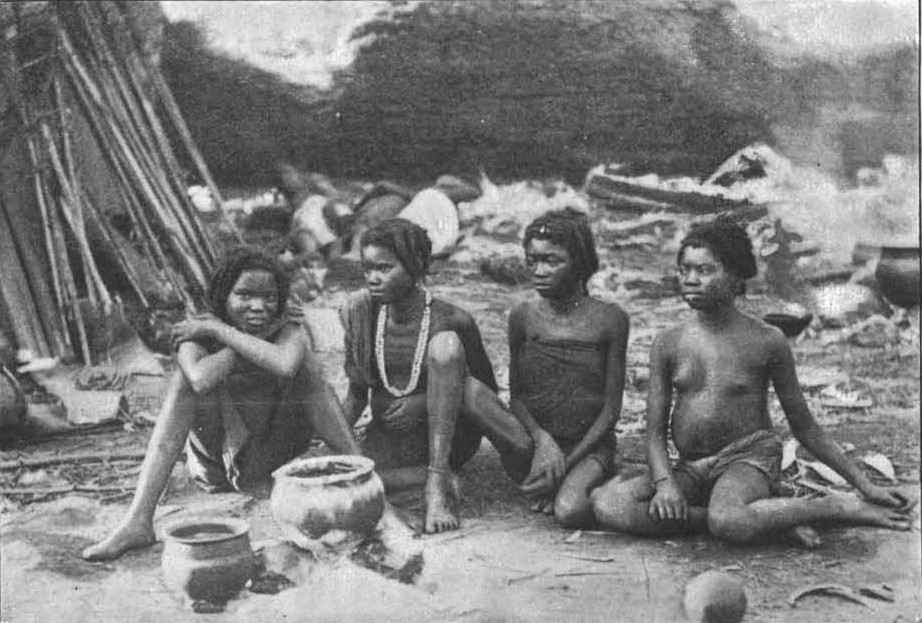
1897年左右，罗安达的年轻奴隶妇女

许多国家参与了奴隶贸易，如现今加纳的博诺王国、现今加纳的阿散蒂帝国，以及现今尼日利亚的约鲁巴族。如安哥拉的因班加拉族和坦桑尼亚的尼亚姆维齐族等群体，常作为中介或流动武装，向非洲各国发动战争，俘获人口用于奴隶输出。历史学家约翰·桑顿和琳达·海伍德（波士顿大学）估计，在大西洋奴隶贸易中被俘并出售到新大陆的非洲人中，约90%是被非洲本地人奴役并出售给欧洲商人的。哈佛大学非洲与非裔美国人研究主席亨利·路易斯·盖茨，曾指出：“如果没有非洲精英与欧洲商人及商业代理之间复杂的商业合作关系，奴隶贸易不可能，至少不可能达到其历史上发生的规模。”
整个布比族民族起源于逃脱的部族间奴隶，这些奴隶原本被西中非多个古代民族所奴役。

## 各地区的实践

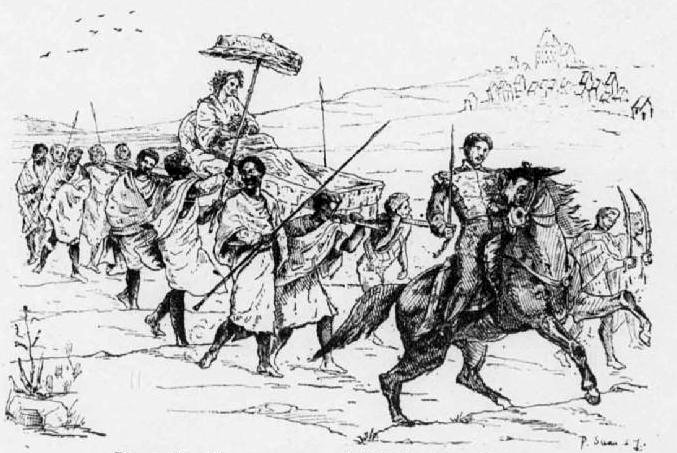
马达加斯加奴隶（安德沃人）抬着女王拉纳瓦卢娜一世

和世界上大多数地区一样，非洲的许多王国和社会在数百年间也存在奴隶制与强迫劳动。乌戈·夸克吉（Ugo Kwokeji）认为，1600年代早期欧洲人关于非洲奴隶制的记载不可靠，因为他们混淆了多种不同形式的役属关系与动产奴隶制。
关于非洲奴隶制实践的最可靠证据来自于沿海地区的主要王国，而在无国家组织的社会中，几乎没有奴隶制广泛存在的证据。奴隶贸易多为其他贸易关系的附属内容；但有证据显示，自古罗马时代起，即存在一条穿越撒哈拉沙漠的奴隶贸易路线，并在罗马帝国灭亡后于该地区持续存在。不过，亲属关系结构及对奴隶（战争俘虏除外）所赋予的权利，似乎在跨撒哈拉奴隶贸易、印度洋奴隶贸易及大西洋奴隶贸易兴起之前，限制了奴隶买卖的范围。

### 北非

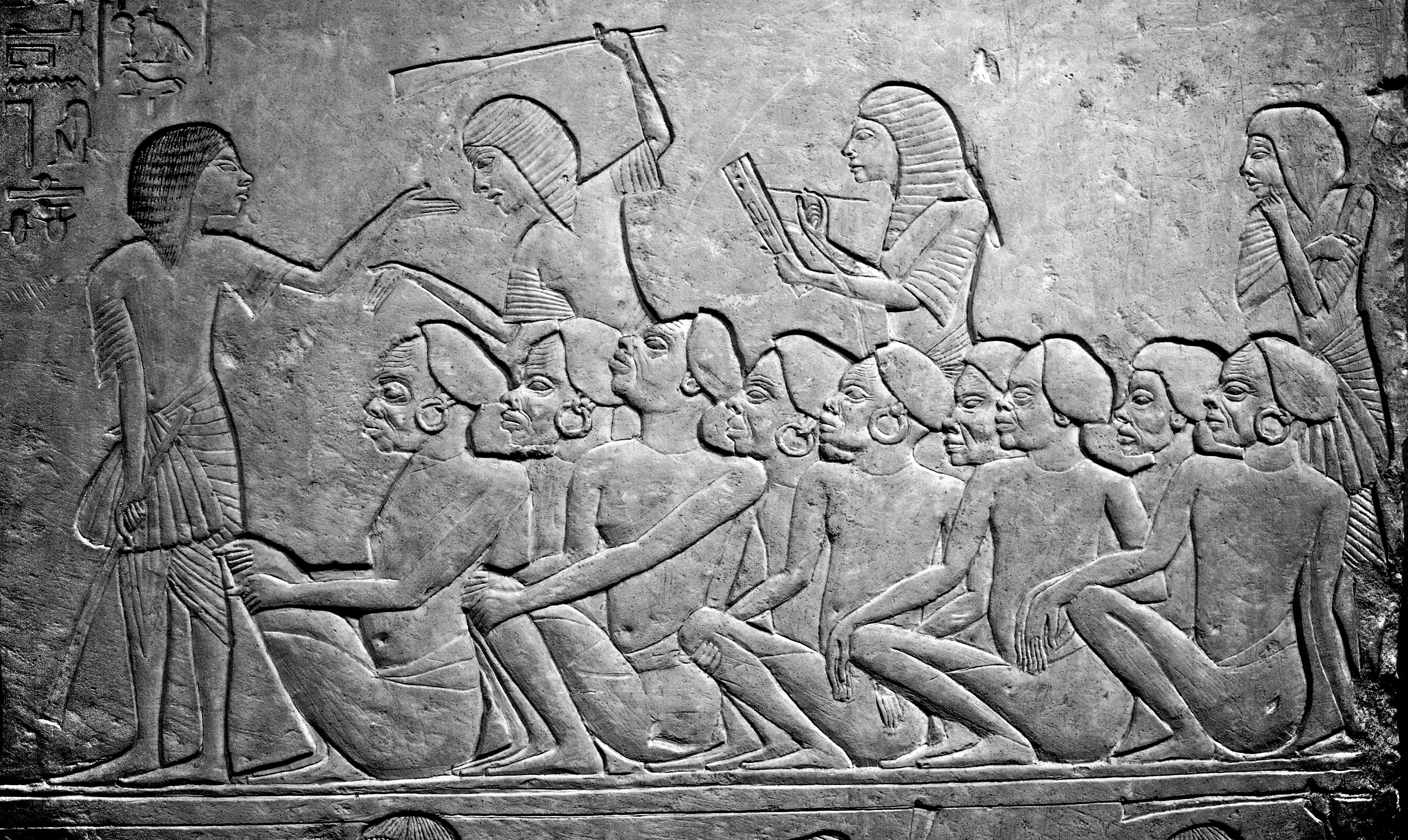
被埃及人看守的库施战俘，等待被押送至埃及——萨卡拉霍伦海布之墓的浮雕。

北非的奴隶制可以追溯到古埃及。新王国（公元前1558年－公元前1080年）带来了大量战俘作为奴隶，沿着尼罗河谷北上，并将他们用于家务和受监督的劳作。托勒密王国公元前305年－公元前30年）通过陆路和海路引进奴隶。

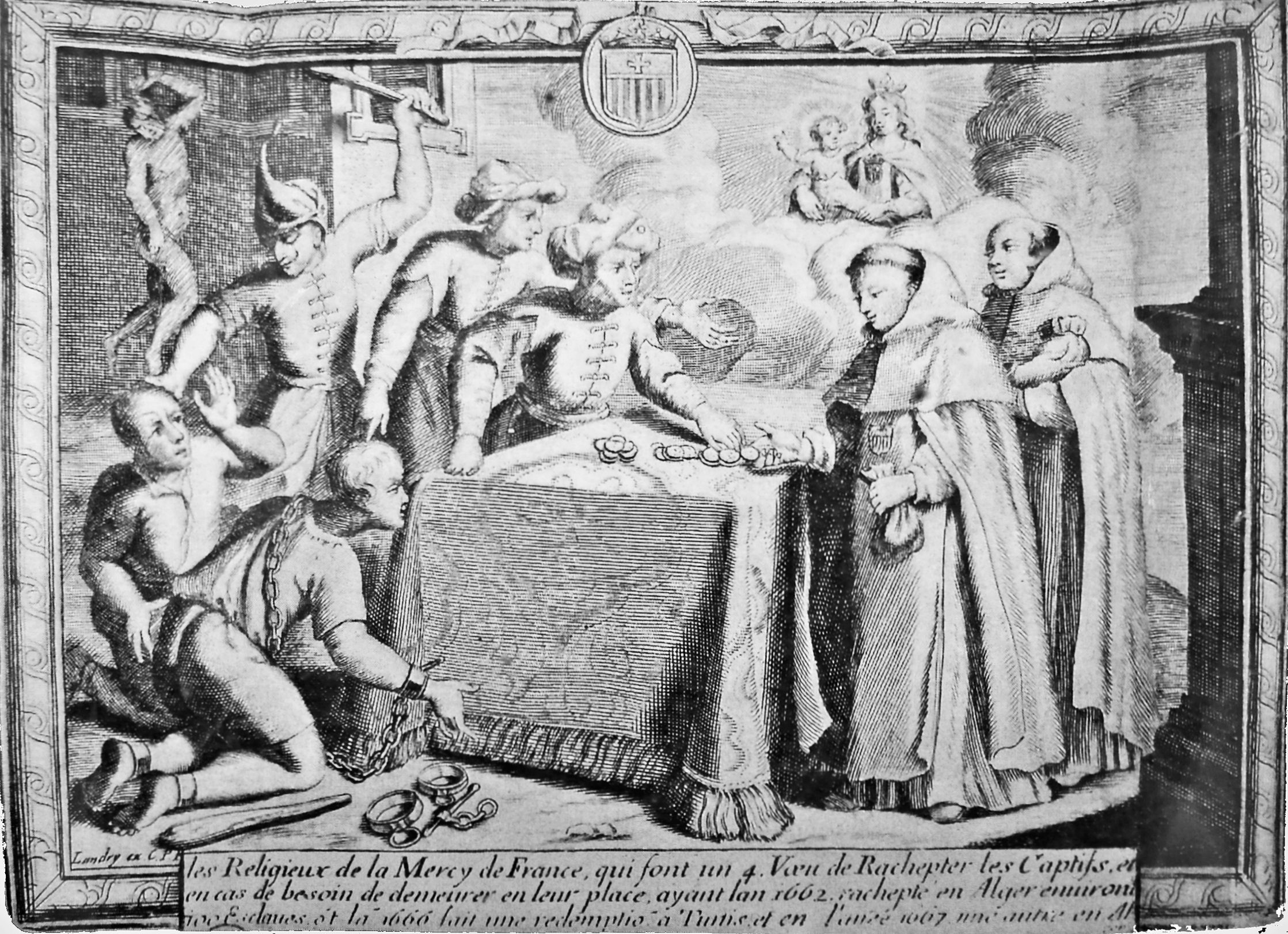
1661年，天主教修士在阿尔及尔通过赎金释放基督教奴隶

人身奴隶制在整个北非，地区合法且广泛存在，无论是在古迦太基（约公元前814年－公元前146年）时期，或者在该地区被罗马帝国（公元前145年–约公元430年）及东罗马帝国（公元533年至695年）统治时期。从撒哈拉地区穿越沙漠到北非的奴隶贸易起源于罗马时代，并持续存在。尼罗河流域的文献证据表明，这种贸易在当地受条约监管。随着罗马共和国的扩张，罗马将战败的敌人奴役，非洲的征服也不例外。例如，保卢斯·奥罗修斯记载公元前256年罗马奴役了来自北非的27,000人。海盗行为成为罗马帝国奴隶的重要来源，公元5世纪，海盗袭击北非沿海村庄并将俘获者奴役。

## 外部連結
- Twentieth Century Solutions of the Abolition of Slavery
- The story of Africa: Slavery （页面存档备份，存于）
- "The impact of the slave trade on Africa," Le Monde diplomatique （页面存档备份，存于）
- "Ethiopia, Slavery and the League of Nations" Abyssinia/Ethiopia slavery and slaves trade （页面存档备份，存于）